# کیت جکسون
 کیت جکسون (انگلیسی: Kate Jackson؛ زادهٔ ۲۹ اکتبر ۱۹۴۸) هنرپیشه و مانکن اهل ایالات متحده آمریکا است. وی از سال ۱۹۶۹ میلادی تاکنون مشغول فعالیت بوده‌است.
کیت جکسون ابتدا با ایفای نقش در فصل اول تا سوم  فرشتگان چارلی (مجموعه تلویزیونی) در نقش سابرینا دانکن مطرح شد . از فیلم‌های معروف او می‌توان به بازی در پسر عاشق اشاره کرد.